# Dänische Badmintonmeisterschaft 2021
Die Dänische Badmintonmeisterschaft 2021 fand vom 10. bis zum 13. August 2021 in Esbjerg statt. Es war die 91. Austragung der nationalen Titelkämpfe im Badminton in Dänemark.

## Titelträger
| Disziplin    | Gold                                | Silber                           | Bronze                                   |
| ------------ | ----------------------------------- | -------------------------------- | ---------------------------------------- |
| Herreneinzel | Victor Svendsen                     | Rasmus Messerschmidt             | Ditlev Jæger Holm                        |
| Herreneinzel | Victor Svendsen                     | Rasmus Messerschmidt             | Karan Rajan Rajarajan                    |
| Dameneinzel  | Line Christophersen                 | Julie Dawall Jakobsen            | Sophia Grundtvig                         |
| Dameneinzel  | Line Christophersen                 | Julie Dawall Jakobsen            | Line Kjærsfeldt                          |
| Herrendoppel | Kim Astrup Anders Skaarup Rasmussen | Andreas Søndergaard Jesper Toft  | Jeppe Bay Lasse Mølhede                  |
| Herrendoppel | Kim Astrup Anders Skaarup Rasmussen | Andreas Søndergaard Jesper Toft  | Daniel Lundgaard Mathias Thyrri          |
| Damendoppel  | Maiken Fruergaard Sara Thygesen     | Alexandra Bøje Mette Poulsen     | Sara Lundgaard Claudia Paredes           |
| Damendoppel  | Maiken Fruergaard Sara Thygesen     | Alexandra Bøje Mette Poulsen     | Marie Louise Steffensen Isabella Nielsen |
| Mixed        | Niclas Nøhr Amalie Magelund         | Mikkel Mikkelsen Rikke S. Hansen | Mathias Thyrri Mai Surrow                |
| Mixed        | Niclas Nøhr Amalie Magelund         | Mikkel Mikkelsen Rikke S. Hansen | Jeppe Bay Sara Lundgaard                 |